# 镚
镚（普通话：beng4，粤语：bang1），原是清末发行的一种铜币。现在则代指一切小面值的硬币。
清朝末年的广州颇为繁华，导致原有铜元不足以应付日常使用，于是广东政府官员上报当时清廷，开始新铸铜元。这是一种无孔铜元，成功应付了当时广州的货币问题，并且以百枚换一银元，名之曰“镚”，是当时的造字。后来各省开始滥铸铜元。
该种铜元对中国影响极大，有可能是中国现代币制的基础。随着社会变迁，铜元逐步没落，而“镚”也随着社会变迁而变成了现代的“钢镚”，在广东称呼为“镚”。